# Ceratocystiopsis alba
Ceratocystiopsis alba är en svampart som först beskrevs av DeVay, R.W. Davidson & W.J. Moller, och fick sitt nu gällande namn av H.P. Upadhyay 1981. Ceratocystiopsis alba ingår i släktet Ceratocystiopsis och familjen Ophiostomataceae.   Inga underarter finns listade i Catalogue of Life.